# Jason Kerr (Fußballspieler)
Jason Kerr (* 6. Februar 1997 in Edinburgh) ist ein schottischer Fußballspieler, der bei Wigan Athletic unter Vertrag steht. Sein Zwillingsbruder Greg Kerr beendete seine Karriere vorzeitig in der Jugend der „Saints“.

## Karriere

### Verein
Der in der schottischen Hauptstadt Edinburgh geborene Kerr begann seine Karriere in eben dieser bei den Tynecastle Colts. Danach kam er in das etwa 50 km entfernte Perth, um fortan in der Jugend des dort ansässigen FC St. Johnstone zu spielen. Bis 2015 war er in der Jugend des Vereins aktiv. Ab Juli 2015 wurde der junge Innenverteidiger für zwei Jahre an den schottischen Viertligisten FC East Fife verliehen, noch ehe er sein Debüt im Trikot der „Saints“ gegeben hatte. Mit den „Fifers“ gelang ihm in der Saison 2015/16 als Meister der Aufstieg in die dritte Liga. Kerr hatte dabei als Stammspieler in der Defensive seinen Anteil. Nach dem FC Queen’s Park stellte East Fife die beste Abwehr der gesamten Liga. In der folgenden Saison in der dritten Liga konnte Kerr ebenfalls überzeugen und blieb in der Abwehr ein wichtiger Bestandteil. Neben seinen Tätigkeiten in der Innenverteidigung konnte er mit acht Treffern auch als Torjäger glänzen. Mit vier Punkten Rückstand wurden die Aufstiegs-Play-offs verpasst. Ab August 2017 wurde Kerr für ein halbes Jahr an den schottischen Zweitligisten Queen of the South verliehen.
Nach seiner Rückkehr nach Perth spielte er ab Februar 2018 für die Mannschaft der „Saints“ in der Scottish Premiership. Ab der Spielzeit 2018/19 war er Stammspieler. Vor Beginn der Saison 2019/20 wurde Kerr zum neuen Mannschaftskapitän von St. Johnstone ernannt.
Im August 2021 wechselte Kerr zu Wigan Athletic.

### Nationalmannschaft
Jason Kerr spielte im Jahr 2018 sechsmal in der schottischen U21-Nationalmannschaft. Sein Debüt gab er bei einem enttäuschenden 1:1 gegen Andorra im März 2018. Das Gegentor war nach Foulspiel von Kerr an Ricard Fernández entstanden und dem daraus resultierenden Elfmeter. Mit der Mannschaft nahm er im selben Jahr am Turnier von Toulon in Frankreich teil. Im Halbfinale schied er mit dem Team gegen England aus. Das Spiel um Platz 3 gegen die Türkei, das im Elfmeterschießen verloren wurde, war zugleich das letzte Spiel für Kerr in der U21. Er kam zuvor im Turnierverlauf in jedem Spiel zum Einsatz.